# Minh Huệ
Minh Huệ (tên khai sinh là Nguyễn Đức Thái; 1927–2003) là nhà thơ Việt Nam, được truy tặng Giải thưởng Nhà nước về Văn học Nghệ thuật vào năm 2007. Bài thơ "Đêm nay Bác không ngủ" là tác phẩm nổi tiếng nhất của ông. 

## Tiểu sử
Minh Huệ (tên khai sinh là Nguyễn Đức Thái, các bút danh là: Mai Quốc Minh, Nguyễn Thái) sinh ngày 03 tháng 10 năm 1927 tại Bến Thủy, thành phố Vinh. Đảng viên Đảng Cộng sản Việt Nam.
Minh Huệ tham gia Việt Minh từ tháng 5 năm 1945 và tham gia giành chính quyền ở Nghệ An trong Cách mạng tháng 8 năm 1945. Khi quân Pháp nổ súng tái chiếm Đông Dương, ông hoạt động tuyên truyền, văn nghệ tuyên huấn, báo chí ở Nghệ An, khu ủy khu Bốn và một số nơi. Ông bắt đầu viết năm 1951, khi mới 24 tuổi. Ông từng là Hội trưởng Hội sáng tác Văn nghệ liên khu IV, Trưởng ban thơ, lý luận, phê bình; Văn học dịch Nhà xuất bản văn học, Ủy viên Ủy ban hành chính kiêm Trưởng ty Văn hóa Nghệ An.
Sau khi chính phủ Việt Nam Dân chủ Cộng hòa kiểm soát hoàn toàn miền Bắc, ông tiếp tục đi học và tốt nghiệp đại học Văn. Ông là hội viên sáng lập Hội Nhà văn Việt Nam năm 1957, làm Chủ tịch Hội Văn nghệ Nghệ Tĩnh, Ủy viên Ủy ban Trung ương Hội Liên hiệp Văn học nghệ thuật Việt Nam (1984-1991).
 Ông mất ngày 01 tháng 10 năm 2003.

## Sự nghiệp
Minh Huệ đã giành được các giải thưởng văn học: Giải nhất Chi hội văn nghệ kháng chiến khu Bốn và Sở Thông tin tuyên truyền khu Bốn 1954 (thơ Dòng máu Việt Hoa). Giải thưởng Nguyễn Du của Nghệ Tĩnh 1986 (tập thơ Đêm nay Bác không ngủ).
Năm 2007, ông được truy tặng Giải thưởng Nhà nước về Văn học Nghệ thuật với 3 tập thơ: Đêm nay Bác không ngủ (1951); Tiếng hát quê hương (1959); Đất chiến hào (1970).

## Tác phẩm chính
- Dòng máu Việt – Hoa (1954),
- Tiếng hát quê hương (thơ, 1959),
- Đất chiến hào (thơ, 1970),
- Mùa xanh đến (thơ, 1972),
- Đêm nay Bác không ngủ (thơ, 1985),
- Rừng xưa rừng nay (bút ký, 1962),
- Ngọn cờ Bến  (truyện ký, 1974-1979),
- Người mẹ và mùa xuân (truyện ký, 1981),
- Phút bi kịch cuối cùng (tiểu thuyết, 1990),
- Thưởng thức thơ viết về Bác Hồ (tiểu luận, 1992).

Nguồn:

## Vinh danh
- Giải thưởng Nhà nước về Văn học Nghệ thuật năm 2007.

### Giải thưởng văn học
- Giải nhất Chi hội văn nghệ kháng chiến khu bốn và Sở Thông tin tuyên truyền khu Bốn 1954 (thơ Dòng máu Việt Hoa).
- Giải thưởng Nguyễn Du của Nghệ Tĩnh 1986 (tập thơ Đêm nay Bác không ngủ).